# Maurice Antiste
Pour les articles homonymes, voir Antiste.
Maurice Antiste est un homme politique français, né au François (Martinique) le 22 juin 1953. Il est maire du François de 1995 à 2017. Il est élu conseiller régional en mars 2010, est 2e vice-président du conseil régional et président de la commission pêche, aquaculture, ressources marines et affaires maritimes. Il a été sénateur de la Martinique du 25 septembre 2011 au 24 septembre 2023. Il est cofondateur en 1982 du Mouvement populaire franciscain (MPF) dont il est le président. Le 24 septembre 2017, Maurice Antiste est réélu sénateur de la Martinique.

## Biographie
Maurice Antiste est le cinquième d’une famille de huit enfants. Il effectue ses études secondaires au séminaire collège de Fort-de-France. Bachelier en 1972, sa passion pour la littérature le conduit à poursuivre des études de lettres à l’Université Antilles Guyane. Il opte pour l’enseignement, tout en poursuivant ses études.
Il est titulaire d'une licence de lettres modernes et est professeur de lettres de profession.
Il est nommé animateur pédagogique régional sous l’autorité de l’inspecteur régional de français, puis est détaché auprès de l’IPR d’histoire-géographie durant deux ans. Il devient alors professeur certifié de lettres et a enseigné le latin au collège de Saint-Esprit.
Maurice Antiste a mis par ailleurs ses qualités de pédagogue au service des Martiniquais préparant les concours administratifs par le biais du centre national de la fonction publique territoriale et au niveau de la fonction publique d’État (École normale).
Dans les domaines sportifs et culturels qu'il affectionne particulièrement, Maurice Antiste a pratiqué notamment le chant au sein de la chorale du François et de la chorale « Joie de chanter » de Paulette Nardal. Il s’adonna également au théâtre (Théâtre populaire martiniquais d’Henri Melon), et a été membre fondateur du Théâtre du Colibri, troupe franciscaine. Il fut longtemps membre actif du Club franciscain (handball et tennis de table) et responsable du domaine culturel de l’association. Attaché à la diffusion de l'information auprès des populations il est membre fondateur de Radio Sud Est. Il y commente régulièrement l'actualité locale, nationale et internationale.
Maurice Antiste a aussi une grande connaissance de la mer et du milieu marin. Il voue une véritable passion pour la yole ronde, embarcation et sport traditionnel pratiqué en Martinique. Homme d'expérience de cette discipline qu'il pratique depuis son enfance, il fait profiter la population tout entière de ses connaissances de la navigation maritime traditionnelle lors des retransmissions télévisées et radiophoniques du Tour de la Martinique des yoles rondes.

## Carrière politique
Sur le plan politique, Maurice Antiste participe à toutes les campagnes électorales de sa commune depuis l’âge de 17 ans. Membre fondateur du Mouvement populaire franciscain (MPF) en 1982, il en est le candidat aux cantonales en 1994 avant d’être élu maire en 1995. Il sera ensuite élu conseiller général du canton sud en 1998 et le restera jusqu’en 2010. Réélu maire le 11 mars 2001 puis, brillamment dès le premier tour, le 16 mars 2008, il est depuis à la tête de la municipalité du François. Durant son troisième mandat de maire, il accède en 2010 au Conseil régional de la Martinique sur la liste « Ensemble pour une Martinique Nouvelle » conduite par Serge Letchimy du Parti progressiste martiniquais (PPM). Il était 2e vice-président du conseil régional et président de la commission pêche et aquaculture.
Marie-France Thodiard, conseillère municipale MPF, accède également au poste de conseillère régionale sur la même liste que Maurice Antiste. Le 6 juin 2010 Marie-Frantz Tinot, adjointe au maire MPF, est élue conseillère générale du canton sud et prend la succession de Maurice Antiste qui se conforme ainsi à la loi sur le non-cumul des mandats électoraux.
Maurice Antiste est élu sénateur de la Martinique le 25 septembre 2011 sous la bannière "Ensemble pour une Martinique Nouvelle". Il est élu au premier tour face à sept candidats, avec 425 voix sur un total de 846 inscrits. Son coéquipier Serge Larcher "Ensemble pour une Martinique Nouvelle" (PPM) est élu au deuxième tour avec 474 voix.
Le 26 septembre 2011, Maurice Antiste quitte son poste d'enseignant. Le 1er octobre 2011, il abandonne également son mandat de conseiller régional pour se consacrer pleinement à ses fonctions de sénateur et de maire du François. Son parti politique, le MPF, reste cependant représenté au Conseil régional de la Martinique par la présence de Marie-France Thodiard.
Il est également président du conseil de surveillance de l'hôpital du François.

## Mandats politiques
- 1995 - 2017 : Maire du François
- 1998 - 2010 : Conseiller général du canton 2 du François
- 2010 - 2011 : Conseiller régional
- 2011 à 2023 (réélu en 2017) : Sénateur de la Martinique